# Cryptocorynetidae
Famille
Les Cryptocorynetidae sont une famille de rémipèdes.

## Distribution
Les espèces de cette famille sont endémiques des Antilles. Elles se rencontrent aux Bahamas et aux îles Turques-et-Caïques.

## Liste des genres
Selon World Register of Marine Species (12 février 2014) :
- Angirasu Hoenemann, Neiber, Schram & Koenemann, in Hoenemann, Neiber, Humphreys, Iliffe, Li, Schram & Koenemann, 2013
- Cryptocorynetes Yager, 1987
- Kaloketos Koenemann, Iliffe & Yager, 2004

## Publication originale
- Hoenemann, Neiber, Humphreys, Iliffe, Li, Schram & Koenemann, 2013 : Phylogenetic analysis and systematic revision of Remipedia (Nectiopoda) from Bayesian analysis of molecular data. Journal of Crustacean Biology, vol. 33, no 5, p. 603-619 (texte intégral).